# La Dame de pique (film, 1982)
Pour les articles homonymes, voir La Dame de pique (homonymie).
Pour plus de détails, voir Fiche technique et Distribution.
La Dame de pique (Пиковая дама) est un film soviétique réalisé par Igor Maslennikov, sorti en 1982.
Produit par Lenfilm pour la télévision, ce film est une adaptation de la nouvelle éponyme de Pouchkine, publiée dans la revue Cabinet de lecture en février 1834,, qui a par ailleurs été adaptée en opéra par Tchaïkovski : La Dame de pique en 1890. 

## Synopsis
Hermann ne joue jamais aux cartes, bien qu'il passe des soirées avec des amis joueurs de cartes. Un jour, il entend parler d'un secret permettant de toujours gagner au jeu...L'actrice Alla Demidova lit des extraits de la nouvelle de Pouchkine, le long des berges de la Moïka. Igor Maslennikov filme la nouvelle dans un rythme haletant, comme une véritable histoire policière.

## Fiche technique
- Titre : La Dame de pique
- Titre original : Пиковая дама (Pikovaïa dama)
- Réalisateur : Igor Maslennikov
- Scénariste : Alexandre Chlepianov (d'après la nouvelle de Pouchkine)
- Production : Lenfilm
- Durée : 92 minutes
- Langue : russe
- Directeur artistique : Isaac Kaplan
- Année de sortie : 1982

## Distribution
- Alla Demidova : la récitante
- Viktor Proskourine : Hermann
- Irina Dymtchenko : Élisabeth Ivanovna (Lise)
- Elena Gogoleva : la comtesse
- Vitali Solomine : Tomski
- Innokenti Smoktounovski : Tchelanski
- Constantin Grigoriev : Naroumov
- Alexandre Zakharov : Sourine